# Данія на Чемпіонаті світу з легкої атлетики 2017
Данія на Чемпіонаті світу з легкої атлетики 2017, що проходив з 4 по 13 серпня 2017 року в Лондоні (Велика Британія) була представлена 4 спортсменами.

## Результати

### Чоловіки
Трекові і шосейні дисципліни
| Спортсмен        | Дисципліна           | Забіги     | Забіги | Півфінал  | Півфінал | Фінал           | Фінал           |
| Спортсмен        | Дисципліна           | Результат  | Місце  | Результат | Місце    | Результат       | Місце           |
| ---------------- | -------------------- | ---------- | ------ | --------- | -------- | --------------- | --------------- |
| Абді-Хакін Улад  | Марафон              | Н/Д        | Н/Д    | Н/Д       | Н/Д      | 2:14:22 SB      | 13              |
| Оле Хессельб'єрг | 3000 м з перешкодами | 8:27.86 PB | 18     | Н/Д       | Н/Д      | Завершив виступ | Завершив виступ |

### Жінки
Трекові і шосейні дисципліни
| Спортсмен         | Дисципліна           | Забіги    | Забіги | Півфінал  | Півфінал | Фінал            | Фінал            |
| Спортсмен         | Дисципліна           | Результат | Місце  | Результат | Місце    | Результат        | Місце            |
| ----------------- | -------------------- | --------- | ------ | --------- | -------- | ---------------- | ---------------- |
| Сара Петерсен     | 400 м з бар'єрами    | 55.23     | 8 Q    | 55.45     | 9        | Завершила виступ | Завершила виступ |
| Анна-Емілі Меллер | 3000 м з перешкодами |           |        | Н/Д       | Н/Д      |                  |                  |